# Plesiopanurgus richteri
Plesiopanurgus richteri är en biart som först beskrevs av Schwammberger 1971.  Plesiopanurgus richteri ingår i släktet Plesiopanurgus och familjen grävbin. Inga underarter finns listade i Catalogue of Life.